# Fifield (Berkshire)
Fifield – wieś w Anglii, w hrabstwie ceremonialnym Berkshire, w dystrykcie (unitary authority) Windsor and Maidenhead. Leży 20 km na wschód od centrum miasta Reading i 40 km na zachód od centrum Londynu.